# Anschütz
Het familiebedrijf J.G. Anschütz GmbH & Co. KG werd in 1856 opgericht door Julius Gottfried Anschütz. Dit bedrijf is gevestigd in Ulm, waar het na de Tweede Wereldoorlog werd heropgericht.
Het is hoofdzakelijk bekend als leverancier van hoogwaardige sport- en jachtgeweren.